# Maurice de Kervenoaël
Maurice Jouan de Kervenaoël dit Maurice de Kervenoaël, né le 28 septembre 1936 à Versailles, est un dirigeant d'entreprises et un écrivain français, auteur de romans historiques.

## Biographie

### Famille
Né le 28 septembre 1936 à Versailles, fils de François Jouan de Kervenaoël et de Elisabeth du Hamel de Canchy,, Maurice Jouan de Kervenoaël est un membre de la famille Jouan de Kervenoaël, une famille noble de Bretagne. Son père, officier de marine, commande plusieurs sous-marins durant sa carrière militaire qu'il achève comme capitaine de frégate puis devient administrateur de sociétés[réf. nécessaire]. 
Il épouse Catherine de Labouchère et est le père de trois enfants, dont Charles Jouan de Kervenoaël, président directeur général de Herta France.

### Carrière
Apres des études a l'Institution Sainte-Croix de Neuilly, il étudie à HEC, dont il sort diplômé en 1960. 
Pendant son service militaire, il sert en qualité de sous-lieutenant de dragons en Algérie à la tête d'un commando, participant, en 1962, au sauvetage de dizaines de harkis. Il témoignera de cet engagement dans l'ouvrage collectif Harkis : soldats abandonnés, paru en 2012, ainsi qu'à l'occasion d'émissions de radio et de télévision.
À son retour d'Algérie, Maurice de Kervenoaël entame sa carrière en entreprise au service marketing du groupe Colgate-Palmolive. 
Il sera successivement président du Ticket-Restaurant puis directeur général de la branche Boissons du groupe BSN, devenu aujourd'hui Danone. C'est à ce titre qu'il dirige alors Kronembourg, Évian, Volvic, Pommery ou encore Lanson.
Administrateur d'Hermès International depuis 1981, il en a assuré la direction générale en 2001 et 2002, pour en devenir le vice-président entre 2003 et 2014.
Entre 2005 et 2021, il préside le conseil de surveillance des Champagnes Laurent-Perrier.
Président d'honneur des Anciens de HEC, ancien vice-président des Vieilles maisons françaises, il est officier de la Légion d'honneur et a été décoré de la valeur militaire et du Mérite agricole.

### Œuvre littéraire
À l'âge de quatre-vingt ans, il renoue avec l'écriture, passion de son enfance. Il déclare :  « J'ai écrit mon premier roman à 10 ans, dans lequel je restaurais la royauté en France, en toute modestie ».
Maurice de Kervenaoël publie ses premiers ouvrages à compte d'auteur et à destination de sa famille, décrivant l'itinéraire des Jouan de Kervenaoël et son parcours personnel (L'arbre et les racines).
Entre 2016 et 2018 paraissent les trois romans historiques composant la « trilogie bretonne », aux Éditions de l'Archipel :
- Le Manoir des Lannélec, L'Archipel, 2016[12].
- Le Destin des Lannélec, l'Archipel, 2017.
- L'Honneur des Lannélec, l'Archipel, 2018.

Deux autres romans, centrés sur la Guerre d'Algérie, paraissent en 2019 et 2020.
- Les braises du souvenir. En Algérie, l'Archipel, 2019.
- Les braises du souvenir. Le grand départ, l'Archipel, 2020.

Un nouveau cycle romanesque, La Ferme des Engoulevents est publié a partir de 2021.
- La Ferme des Engoulevents. Lilibeth, l'Archipel, 2021.
- La Ferme des Engoulevents. Diane, l'Archipel, 2022[13].
- La Ferme des Engoulevents. Esther et Maïté, l'Archipel, 2023.

- La maîtresse du Général, l'Archipel, 2024[14].

## Décorations
Officier de la Légion d'honneur

 Croix de la Valeur militaire[réf. nécessaire]

 Chevalier du Mérite agricole[réf. nécessaire]